# Regina Maris (Schiff, 1966)
Die Regina Maris ist ein ehemaliges Kreuzfahrtschiff der in Lübeck ansässigen Reederei Lübeck Linie, das 1966 in Dienst gestellt wurde. 1976 wurde das Schiff verkauft, umgebaut fuhr es jedoch von 1980 bis 1982 wieder unter dem alten Namen für die Reederei Peter Deilmann. Bedeutung hatte die Regina Maris als erstes nach 1939  in Deutschland gebautes Kreuzfahrtschiff.
1985 wurde das Schiff zur Megayacht umgebaut und ist seitdem als Alexander in Fahrt.

## Kreuzfahrtschiff
Die Regina Maris wurde bei den Flender-Werken in Lübeck gebaut und lief am 14. Dezember 1965 vom Stapel. Am 12. Mai 1966 wurde das Schiff an die Lübeck Linie abgeliefert. Bei dieser blieb es zehn Jahre lang in Dienst, erwies sich dann allerdings zu klein um konkurrenzfähig zu bleiben.
1976 wurde das Schiff verkauft, in Mercator One umbenannt und befand sich in den folgenden Jahren auf den Bermudas, Bahamas und in Kanada. 
1979 kaufte die deutsche Reederei Deilmann das Schiff. Nach einem Umbau der Fahrgasteinrichtungen bei Nobiskrug erhielt das Schiff zunächst den Namen Frankfurt I, ab 1980 wieder den ursprünglichen Namen Regina Maris. Im RoRo-Verfahren konnten 22 PKW an Bord genommen werden. Deilmann bot weltweite Kreuzfahrten an. Das Schiff war damals in Singapur registriert. 1982 ereignete sich ein Feuer an Bord, Näheres ist nicht bekannt. Im gleichen Jahr aufgelegt, war die Zeit der Kreuzfahrten beendet.

## PrivatyachtAlexander
1983 wurde das Schiff nach Griechenland an Madere Ltd. verkauft und in Alexander umbenannt. Nach einer weiteren Aufliegezeit wurde es 1985 bei der Lloyd Werft Bremerhaven zur Yacht umgebaut und entsprechend klassifiziert. Die Stabilität wurde durch einen Umbau des Rumpfes verbessert. 
Der Familie Latsis diente es zwanzig Jahre als Privatyacht. 
1992 erhielt die Alexander eine neue, geschwungene Schornsteinkappe. 1998 erfolgte ein weiterer Umbau bei Hellenic Shipyards. Das Schiff hat heute 14 Doppelsuiten und 12 Kabinen für bis zu 80 Passagiere, die von einer sechzigköpfigen Besatzung betreut werden. Die Ausstattung mit Bordkino, Schwimmbad, Whirlpools und Hubschrauberlandeplatz ist umfangreich. 
Die Familie Latsis lud immer wieder Persönlichkeiten zu Kreuzfahrten ein; zu den Gästen gehörten auch Prinz Charles und Lady Diana. 2004 verbrachte der damalige EU-Kommissionspräsident José Manuel Barroso mit seiner Familie eine Woche Urlaub auf der Alexander. Als später in Brüssel strengere Umweltvorschriften für griechische Schiffe verhindert wurden, führte dies zu einem Misstrauensantrag im EU-Parlament.
2005 wurde die Alexander in Malta registriert und kann seitdem auch gechartert werden.
2015 verkaufte die Familie Latsis das Schiff.

### Daten der Motoryacht
| Alexander             | Daten       |
| --------------------- | ----------- |
| Flagge                | Malta       |
| Länge                 | 122 m       |
| Breite                | 16,90 m     |
| Tiefgang              | max. 5,75 m |
| Vermessung            | 5.933 BRT   |
| Besatzung             | 60          |
| Passagiere            | 80          |
| Maschinenleistung     | 6.040 kW    |
| Höchstgeschwindigkeit | 18 kn       |
| Tragfähigkeit         | 1.243 tdw   |